# バーミングハム＝シャトルズワース国際空港
バーミングハム＝シャトルズワース国際空港（バーミングハム＝シャトルズワースこくさいくうこう、英語: Birmingham-Shuttlesworth International Airport） は、アメリカ合衆国のアラバマ州バーミングハムにある空港。中心市街地の10km北東に立地している。旅客数は州内最大である。
公式名称は1993年から「バーミングハム国際空港」となっていたが、2008年7月16日、公民権運動家のフレッド・シャトルズワースにちなんで空港名を改称する採決が行われ、同日バーミングハム・エアポート・オーソリティの理事会が承認し、2008年のうちに「バーミングハム＝シャトルズワース国際空港」に空港名が変更された。

## 施設
空港の敷地面積は878haである。滑走路は3,048メートルのと2,164メートルの長さのものが2本交差するように設置されている。空港ターミナルビルは地上2階の半円周型をしており、国内線・国際線とも同一建物を使用している。ターミナルビルは、1階部分が到着ロビー、2階部分が出発ロビーとなっている。ターミナルのエアサイドは3つのコンコース（A,B,C）に分かれているが、相互に移動できる。コンコースAとBは2013年に建て替えられ、コンコースCは2014年に改修されており、設備は新しい。

## 主な航空会社
- サウスウエスト航空
- デルタ航空
  - デルタ・コネクション
- アメリカン航空
  - アメリカン・イーグル
- ユナイテッド航空
  - ユナイテッド・エクスプレス

## 主な就航地
ダラス/フォートワース、ダラス/ラブ、シカゴ/オヘア、シカゴ/ミッドウェー、ヒューストン、ヒューストン/ホビー、メンフィス、デトロイト、アトランタ、デンバー、フィラデルフィア、シャーロット、ラスベガス、クリーブランド、ニューアーク、NYラガーディア、シンシナティ、ボルチモア、ワシントン/ダレス、タンパ、セントルイス、フェニックス、ナッシュビル、オーランド、ニューオーリンズ、ジャクソンビル、ルイビル
国際空港ではあるものの2021年12月時点では、国際線の定期便の運航はない。

## 事故
- 2013年8月14日午前4時45頃、ルイビル発バーミングハム行UPSの貨物機（エアバスA300-600F）が、当空港から800m北方の草地に墜落した[6][7]。機長・副操縦士の乗員2人が死亡。事故当時、当空港周辺は雨が降っていて、視界は16キロしかなかった。